# (8114) Lafcadio
(8114) Lafcadio ist ein Asteroid des inneren Hauptgürtels, der am 24. April 1996 vom japanischen Astronomen Hiroshi Abe an der Sternwarte in Yatsuka (IAU-Code 367) in Japan entdeckt wurde.
Der Asteroid wurde nach Lafcadio Hearn (1850–1904), einem irisch-griechischen Schriftsteller benannt, dessen Werke das westliche Bild von Japan im beginnenden 20. Jahrhundert entscheidend geprägt haben.